# Ϻ
San（大写Ϻ，小写ϻ），是一個已不再使用的古希腊字母，主要用於克里特岛和科林斯等伯罗奔尼撒北部，位于Π (Pi)和Ϙ (Koppa)之间。標示/s/的功能後來被代替了，最後一次使用時間約為公元前6世纪。

## 外部連結
- San （页面存档备份，存于）（英文）